# Saint Jean d'Écosse du Contrat social
Pour les articles homonymes, voir Saint Jean d'Écosse.
Saint-Jean d'Écosse du Contrat social fut une célèbre loge maçonnique parisienne du XVIIIe siècle.

## Histoire
Constituée à Paris le 30 mars 1766 par la première Grande Loge de France sous le nom de « Saint-Lazare », elle fut la seconde loge symbolique agrégée au Grand Orient de France le 21 janvier 1773. Elle devint en 1775 « L'Equité », puis « Le Contrat Social » en 1776 ; elle se proclama « écossaise » et devint, sous les auspices de la loge avignonnaise « Saint-Jean d’Écosse de la vertu persécutée », « Saint-Jean d'Écosse du Contrat Social » par délibération du 21 mai 1776.
Elle s'établit le 2 avril 1776 sous le titre de  « Mère loge écossaise de France » et affilia une trentaine d'autres loges à son rite écossais, entrant dans un conflit avec le Grand Orient de France qui la radia pour ce motif le 18 mai 1778. Cette situation ne prit fin qu'en 1781.

## Personnalités de la loge
- Jean-Louis Duport[3]
- Alexandre de Grasse-Tilly[4]
- Étienne-Joseph Floquet[5]
- Marquis de La Fayette[6]
- Germain-Hyacinthe de Romance, marquis de Mesmont[7],[8]
- Baron Thomas de Treil de Pardailhan[9]
- Jean-Baptiste Legendre de Luçay[10]
- Nicolas Roze[11]

### Ressources bibliographiques
: document utilisé comme source pour la rédaction de cet article.
- Grand Orient de France, Tableau des Loges régulières de France, 1787.Document du Grand Orient de France signé par ses trois Orateurs Sue, Gillet de la Croix et Salivet, son Garde des Timbres et Sceaux Desroches et son Administrateur Général le duc de Luxembourg.
- Pierre Chevallier, Histoire de Saint-Jean d’Écosse du Contrat social, Montmorency, Ivoire-Clair, 2002, 397 p. (ISBN 2-913882-16-1).
- Jean-Émile Daruty, Recherches sur le Rite Écossais Ancien et Accepté, Paris, Télètes, coll. « Essais et Documents VII », 2002, 340 p. (ISBN 2-906031-52-6, ISSN 1140-227X).